# Otto Hesselbom

Johan Otto Hesselbom (født 13. juli 1848 i Ånimskog i Dalsland, død 20. juni 1913 i Säffle) var en svensk maler.
Hesselbom var en udpræget dekorativ begavelse, hvis skønne stiliserede landskaber vakte opmærksomhed viden om (et landskab kom til galleri i Venedig). På den baltiske udstilling 1914 i Malmö sås bland andet et stort oliemaleri Fosterbygden med den gule himmel og Udsigt over Arran. I Nationalmuseum i Stockholm ses Vårt land.